# Tracy Austin
Tracy Ann Austin Holt (Palos Verdes, Califórnia, 12 de dezembro de 1962) é uma ex-tenista estadunidense, chegando a se tornar a nº 1 do planeta.  Austin ganhou dois títulos de Grand Slam em simples no Aberto dos EUA e ainda o título de duplas mistas em Wimbledon.
Austin é membro do International Tennis Hall of Fame desde 1992.

## Carreira no tênis
Tracy Austin tornou-se a mais jovem tenista a vencer o título de simples do Aberto dos EUA quando derrotou a sua compatriota Chris Evert por 6/4 e 6/3 em 1979 com 16 anos e 9 meses. Cinco anos depois, ela se retirou do circuito profissional, depois de uma série de problemas no pescoço e nas costas, que poderiam ser resumidos como estresse físico. Suas várias tentativas de retorno ficaram ainda mais difíceis depois de um grave acidente de carro, no qual Austin quebrou uma perna. Aposentou-se oficialmente em junho de 1994. No seu auge, Austin era uma determinada jogadora de fundo de quadra que cometia poucos erros. Ela quebrou o domínio de Chris Evert e Martina Navratilova para tornar-se a nº 1 em 1980. Seus 29 títulos incluíram outro Aberto dos EUA em 1981. Ela vinha de uma família de tenistas e conquistou o título de duplas mistas em Wimbledon, em 1980, jogando com seu irmão John, a única dupla de irmãos a vencer o torneio. Após ter ganho mais de 2 milhões de dólares em sua curta carreira, Austin tornou-se comentarista de TV.

### Grand Slam finais

#### Simples: 2 (2 títulos, 0 vice)
| Posição | Ano  | Campeonato | Piso | Oponente            | Placar                  |
| ------- | ---- | ---------- | ---- | ------------------- | ----------------------- |
| Campeã  | 1979 | US Open    | Duro | Chris Evert         | 6–4, 6–3                |
| Campeã  | 1981 | US Open    | Duro | Martina Navratilova | 1–6, 7–6(7–4), 7–6(7–1) |

#### Duplas Mistas: 2 (1 título, 1 vice)
| Posição | Ano  | Campeonato | Piso  | Parceiro    | Oponentes                       | Placar             |
| ------- | ---- | ---------- | ----- | ----------- | ------------------------------- | ------------------ |
| Campeã  | 1980 | Wimbledon  | Grama | John Austin | Dianne Fromholtz Mark Edmondson | 4–6, 7–6(8–6), 6–3 |
| Vice    | 1981 | Wimbledon  | Grama | John Austin | Betty Stöve Frew McMillan       | 4–6, 7–6(7–2), 6–3 |

### WTA finals

#### Simples: 2 (1 título, 1 vice)
| Posição | Ano  | Local         | Piso        | Oponente            | Placar        |
| ------- | ---- | ------------- | ----------- | ------------------- | ------------- |
| Vice    | 1979 | New York City | Carpete (I) | Martina Navratilova | 6–3, 3–6, 6–2 |
| Campeã  | 1980 | New York City | Carpete (I) | Martina Navratilova | 6–2, 2–6, 6–2 |

## Títulos da WTA (32)

### Simples (28)
- 1977 - Portland
- 1978 - Filderstadt, Tóquio
- 1979 - Washington, Roma, Hilton Head, San Diego, Copa Emerson (Tóquio), Filderstadt
- 1980 - Avon Championships (Nova York), Colgate Series Championships (Washington), Hilton Head, US Indoors, La Costa, Eastbourne, Cincinnati, Seattle, Boston, Tucson, San Diego, Filderstadt
- 1981 - Toyota Series Championships (Nova Jersey), Filderstadt, Canadian Open, Eastbourne, Atlanta, San Diego
- 1982 - San Diego

### Duplas (4)
- 1978 - (2) Phoenix, Filderstadt (com Betty Stove)
- 1979 - (2) Hollywood, Mahwah (com Stove)

## Linha do tempo em Grand Slam
| Torneio         | 1977 | 1978 | 1979 | 1980 | 1981 | 1982 | 1983 | 1984-1993 | 1994 |
| --------------- | ---- | ---- | ---- | ---- | ---- | ---- | ---- | --------- | ---- |
| Australian Open | -    | -    | -    | -    | QF   | -    | -    | -         | 2R   |
| Roland Garros   | -    | -    | -    | -    | -    | QF   | QF   | -         | 1R   |
| Wimbledon       | 3R   | 4R   | SF   | SF   | QF   | QF   | -    | -         | -    |
| U.S. Open       | QF   | QF   | V    | SF   | V    | QF   | -    | -         | -    |